# Schönsteiner Bach
Der Schönsteiner Bach ist ein etwa 5 km langer Bach im Landkreis Straubing-Bogen in Niederbayern, der bei Irlmühl in der Gemeinde Stallwang von rechts und Westen in die Kinsach mündet.

## Verlauf
Das Quellgebiet liegt am Rand des Pfarrdorfes Zinzenzell, das Ortsteil der Gemeinde Wiesenfelden ist. Dort wird der Schönsteiner Bach auch als Kriegbach bezeichnet. Nach genau drei Kilometern meist südöstlichen Lauf am Waldrand erreicht er Schönstein, das namengebende Kirchdorf auf dem Gebiet der Gemeinde Stallwang. Nach weiteren zwei Kilometer in östlicherer Richtung mündet der Schönsteiner Bach beim Ort Irlmühl der Gemeinde in die Kinsach.
Ab Weihermühl zieht die Straße von Hötzelsdorf nach Schönstein etwa einen halben Kilometer durchs Tal. Bei Roßberg wird es von einer weiteren von Maiszell nach Reichersdorf gequert, woher dann die Kreisstraße SR 46 ins unterste Tal tritt und darin etwas über einen halben Kilometer bis zur Mündung läuft. Sonst und insbesondere auf dem ganzen Oberlauf ist das Tal frei von Straßen.

## Ortschaften
am Lauf von der Quelle bis zur Mündung. Nur die Einträge größter Schachtelungstiefe sind Gewässeranrainer.
- Gemeinde Wiesenfelden
  - Zinzenzell (Pfarrdorf, Quellanrainer)
- Gemeinde Stallwang
  - Weihermühl (Weiler, überwiegend links)
  - Hagmühl (Einöde, links)
  - Schönstein (Kirchdorf, linker Hang)
  - Roßberg (Einöde, links)
  - Irlmühl (Einöde, rechts schon in Kinsach-Aue)

## Geschichte
In einer Beschreibung von 1829 wird er als Grabenbächl bezeichnet, an dem insgesamt drei Mühlen liegen, eine davon in Roßberg und zwei in Schönstein.

## Galerie

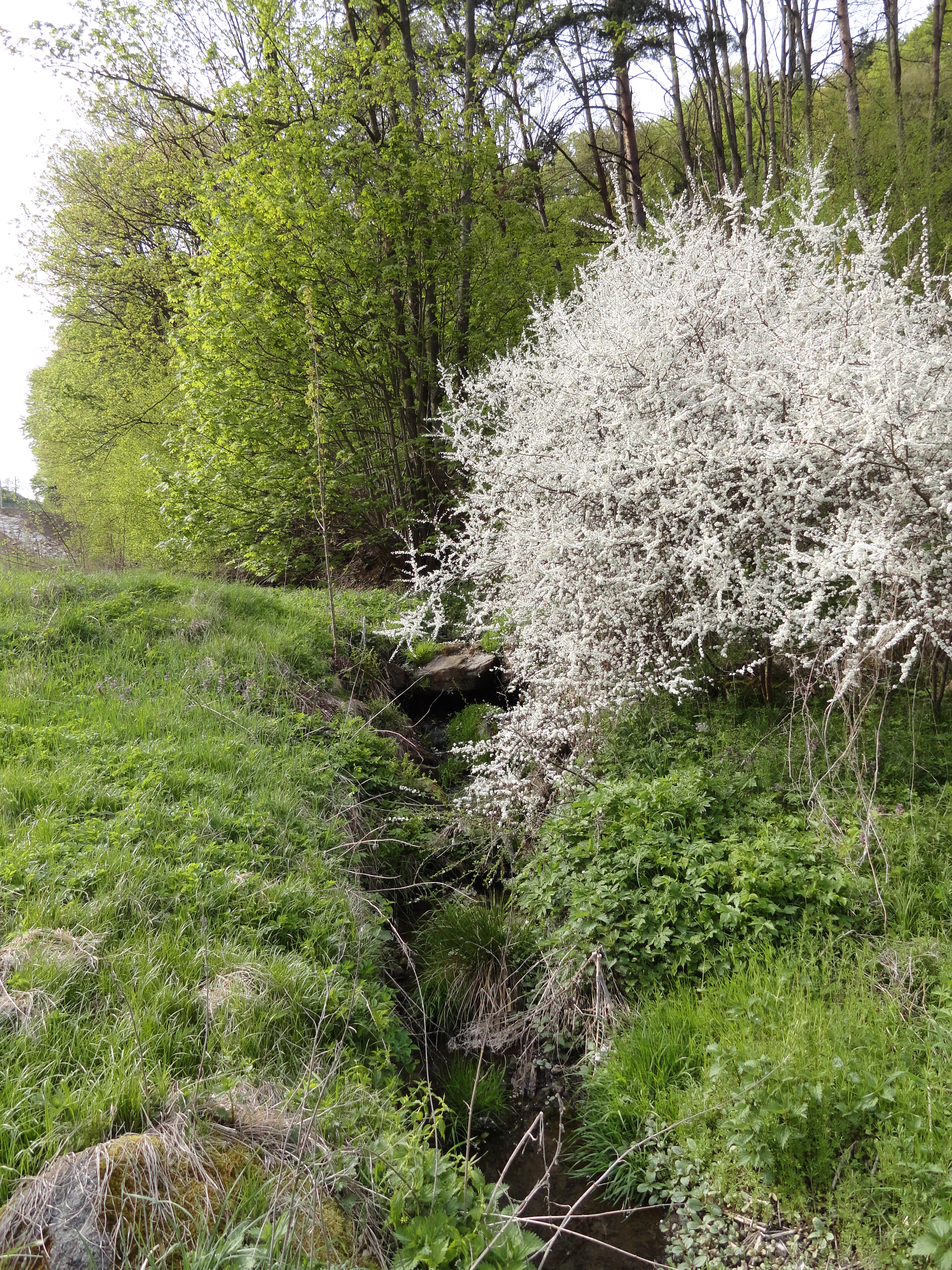
Schönsteiner Bach südlich der Sportanlage in Zinzenzell
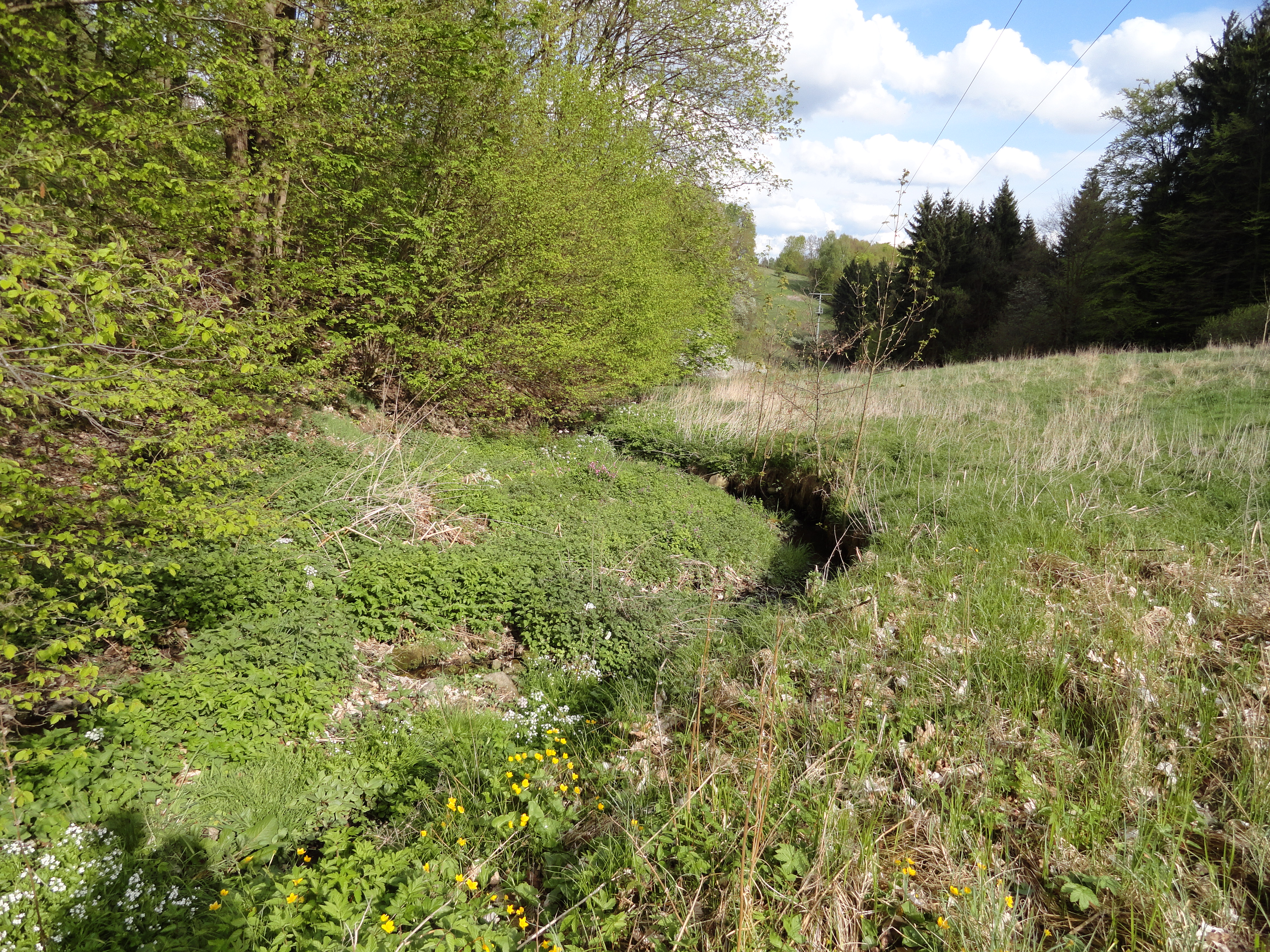
Schönsteiner Bach südlich der Sportanlage in Zinzenzell
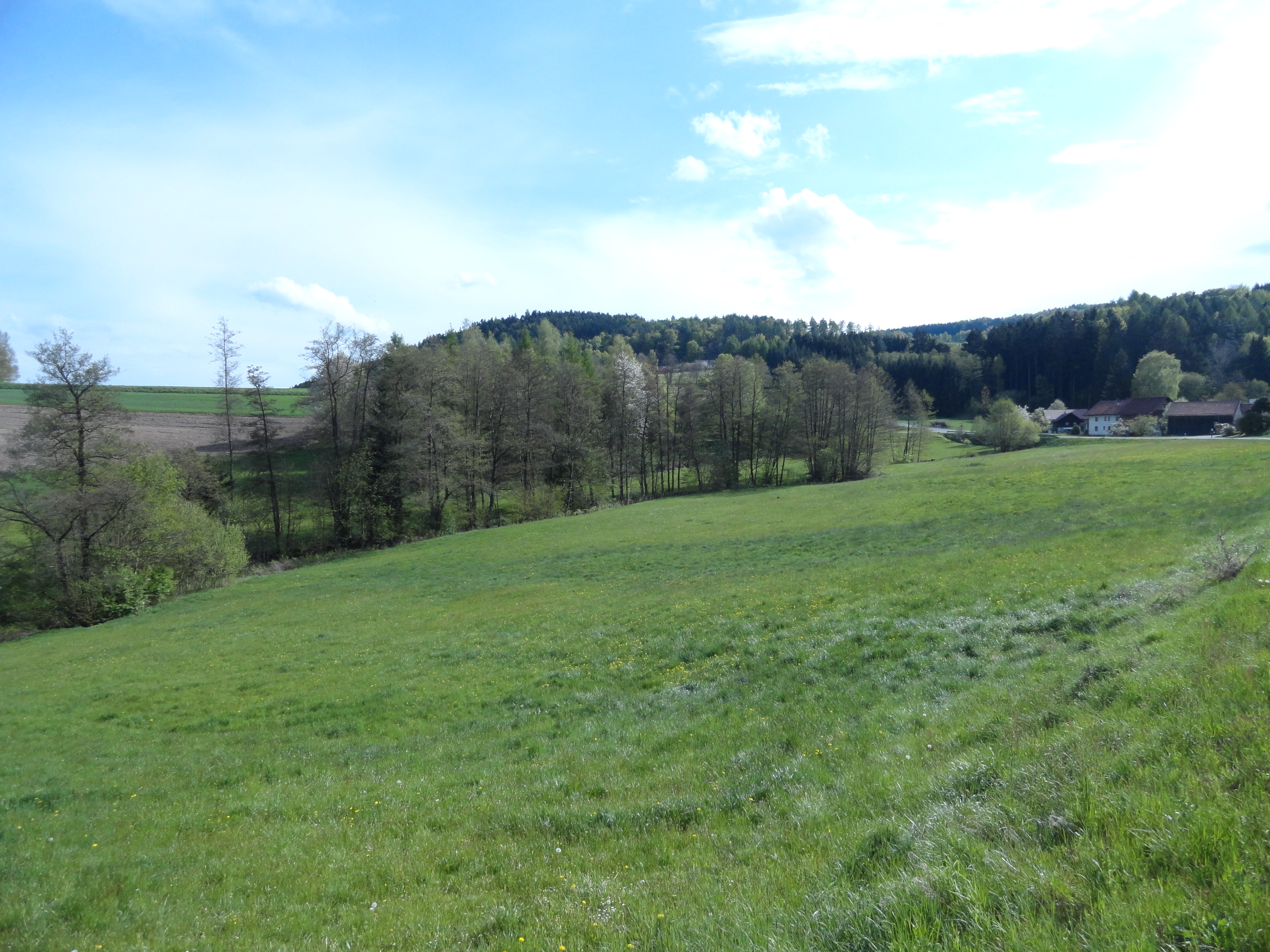
Schönsteiner Bach südlich von Weihermühl
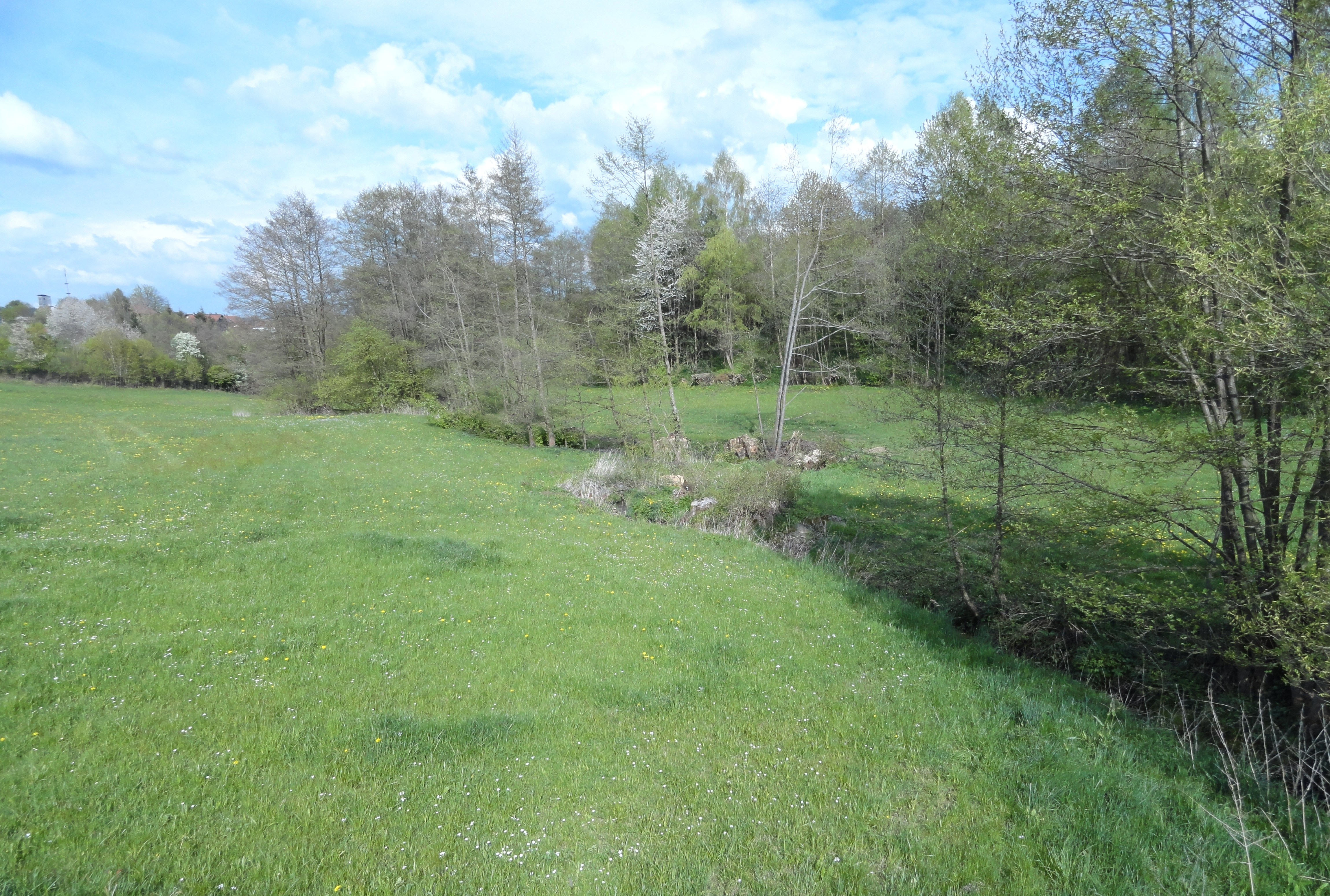
Schönsteiner Bach südlich von Weihermühl